# 2004 Лексел
2004 Лексел (енгл. 2004 Lexell) је астероид главног астероидног појаса са средњом удаљеношћу од Сунца која износи 2,172 астрономских јединица (АЈ).
Апсолутна магнитуда астероида је 12,6.